# مستعلقة قطرية الشكل
مستعلقة قطرية الشكل (الاسم العلمي:Planctomyces guttaeformis) هي نوع من البكتيريا تتبع جنس المستعلقة من فصيلة المستعلقات.